# Lucien Paiement
Pour les articles homonymes, voir Paiement.
Lucien Paiement, né le 16 octobre 1932 à Saint-Hermas et mort le 23 janvier 2013 à Laval, est un médecin et homme politique québécois.

## Biographie
Il fit son entrée en politique en 1965, année de la création de la Ville de Laval sous la bannière de l'Alliance démocratique Laval du maire Jacques Tétreault qui le nomma membre du comité exécutif. Puis il se fit élire comme maire de la ville de Laval (Québec) de 1973 à 1981.
Il avait aussi l'écurie Semalu à Saint-André-d'Argenteuil. L'un de ces chevaux est Semalu Express.
Il fut également président du conseil de l'hôpital Cité de la santé à Laval, qui a ouvert ses portes en 1978.
Une rue près de la station Montmorency du métro de Montréal à Laval porte son nom.